# Liste der Landschaftsschutzgebiete im Landkreis Wesermarsch
Die Liste der Landschaftsschutzgebiete im Landkreis Wesermarsch enthält die Landschaftsschutzgebiete des Landkreises Wesermarsch in Niedersachsen.
| Bild                                         | Nummer        | Bezeichnung des Gebietes                                | Fläche in Hektar | WDPA-ID   | Koordinaten | Jahr der Unterschutzstellung |
| -------------------------------------------- | ------------- | ------------------------------------------------------- | ---------------- | --------- | ----------- | ---------------------------- |
|                                              | LSG BRA 00007 | Grebswarden                                             | 2,80             | 321152    | Position    | 1939                         |
| Ritzenbütteler Brake, April 2018             | LSG BRA 00008 | Ritzenbütteler Brake                                    | 0,40             | 323907    | Position    | 1960                         |
| Blick vom Nordufer, Januar 2014              | LSG BRA 00009 | Nobiskuhle                                              | 3,70             | 323242    | Position    | 1960                         |
| Rövers Brake, April 2018                     | LSG BRA 00010 | Rövers Brake                                            | 0,30             | 390352    | Position    | 1961                         |
|                                              | LSG BRA 00018 | Garten mit Baumbestand                                  | 0,40             | 320957    | Position    | 1960                         |
|                                              | LSG BRA 00019 | Doppelreihe alter Eschen und anderer Bäume              | 1,30             | 320400    | Position    | 1960                         |
|                                              | LSG BRA 00023 | Jader Moormarsch                                        | 1273,90          | 321986    | Position    | 1993                         |
| Warflether Sand mit stillgelegtem Leuchtturm | LSG BRA 00024 | Warflether Sand / Juliusplate                           | 68,00            | 325650    | Position    | 1981                         |
| Blick auf die Strohauser Plate, Juli 2004    | LSG BRA 00026 | Strohauser Plate                                        | 15,70            | 324887    | Position    | 1984                         |
|                                              | LSG BRA 00027 | Marschen am Jadebusen - Ost                             | 4515,00          | 555547217 | Position    | 2011                         |
|                                              | LSG BRA 00028 | Butjadinger Marsch                                      | 5157,00          | 555552628 | Position    | 2012                         |
|                                              |               | Dornebbe, Braker Sieltief und Colmarer Tief             | 33               | 555518299 | Position    | 2018                         |
|                                              |               | Teichfledermausgewässer bei Oberhammelwarden und Lienen | 33               | 555690978 | Position    | 2018                         |
|                                              |               | Tideweser vor Berne und Lemwerder                       | 66               | 555690980 | Position    | 2018                         |